# عام الصحاري والتصحر العالمي

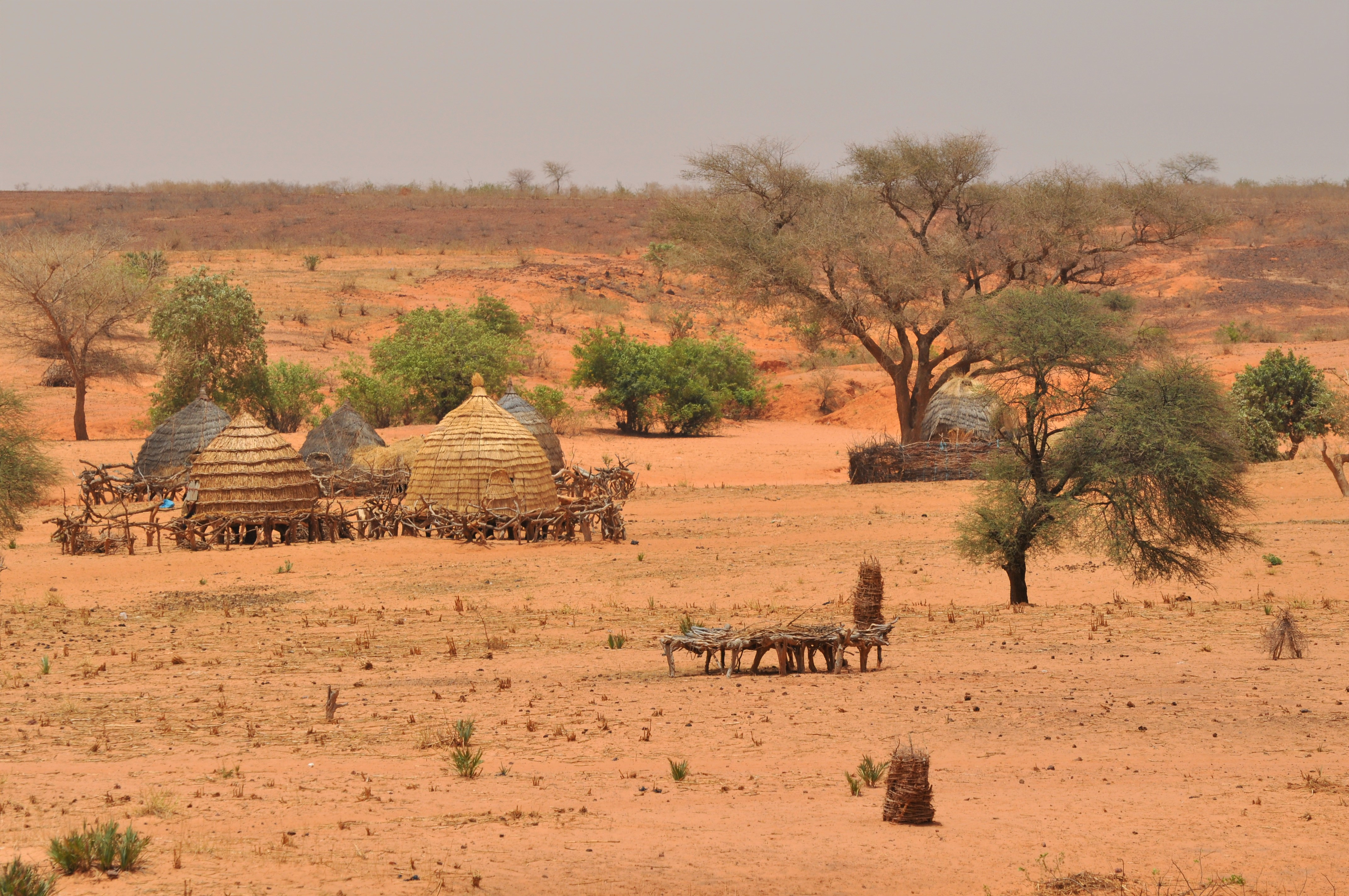
صورة توضح التصحر (1)

عام الصحاري والتصحر العالمي هو عام اعلنته الجمعية العامة للأمم المتحدة في عام 2006 عاماً عالمياً لمكافحة التصحر بهدف جمع 20 مليون دولاراً أمريكياً من رجال الصناعة والحكومات لكي تنفق نصفها على التمويل المشترك للبحوث البيئية، والنصف الآخر على أنشطة التوعية ضد التصحر. تم اعتماد عام الصحاري والتصحر العالمي كجزء من جهود الأمم المتحدة لمكافحة تدهور الأراضي وتعزيز التنمية المستدامة في المناطق الجافة حول العالم. يهدف العام العالمي إلى رفع الوعي بالتحديات التي يواجهها سكان الصحاري والمناطق الجافة، بما في ذلك فقدان التربة والتصحر وندرة المياه وتدهور البيئة. بُذل في هذا العام أكبر جهد دولي على الإطلاق للترويج لعلوم الأرض، وبصرف النظر عن الباحثين فمن المتوقع أن يكونوا قد استفادوا في إطار برنامج العلوم لهذا العام، كانت المجموعات المستهدفة الرئيسية للرسائل الأوسع لهذا العام هي:
- صناع القرار والسياسيون الذين يحتاجون إلى أن يكونوا على دراية أفضل بكيفية استخدام المعرفة العلمية للأرض من أجل تحقيق التنمية المستدامة.[3]
- عامة الناس الذي يحتاج إلى معرفة كيف يمكن للمعرفة العلمية للأرض أن تساهم في مجتمع أفضل.
- علماء الجيولوجيا الذين هم على دراية كبيرة بمختلف جوانب الأرض ولكنهم يحتاجون إلى المساعدة في استخدام معارفهم لصالح سكان العالم.

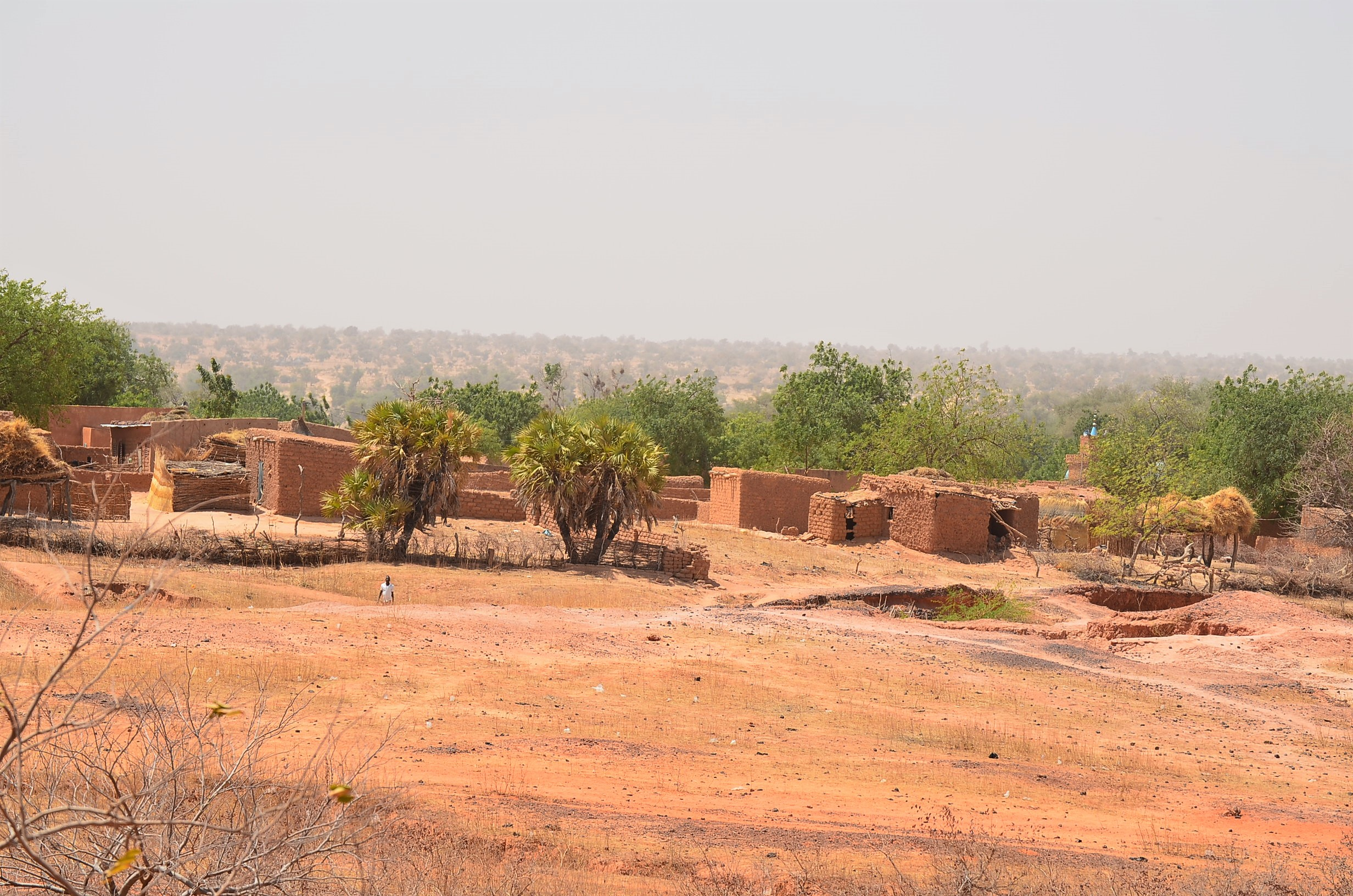
صورة توضح التصحر (2)

نُشرت موضوعات البحث المختارة لهذا العام في 10 نشرات علمية نظرًا لارتباطها بالمجتمع وتعدد التخصصات وإمكانات التوعية. وضم العام 12 شريكًا مؤسسًا و23 شريكًا مساعدًا ومدعومًا سياسيًا من 97 دولة تمثل 87٪ من سكان العالم. قامت جمهورية تنزانيا الشعبية بالترويج للعام سياسياً في كل من منظمة اليونيسكو ومنظمة الأمم المتحدة. بدأت منظمة الأمم المتحدة مشروع تخصيص عاماً عالميًا للأرض بالتعاون مع الاتحاد الدولي للعلوم الجيولوجية، ومنظمة الأمم المتحدة للتربية والعلوم والثقافة (اليونسكو). حيثُ حظى مشروع العام العالمي للصحاري والتصحر بالدعم من 23 منظمة وهيئة دولية من بينها جميع المنظمات العلمية الجيولوجية الدولية الرئيسية، والمنظمات الأخرى وثيقة الصلة مثل الاتحاد الدولي للجيوديسيا والجيوفيزياء، والاتحاد الجغرافي الدولي، والاتحاد الدولي لعلوم التربة، وبرنامج الغلاف الصخري الدولي، وهيئة المسح الجيولوجي الوطنية الهولندية، والجمعية الجيولوجية في لندن، والمركز الدولي لمراجع ومعلومات التربة، والرابطة الدولية لعلماء الهندسة والبيئة، والجمعية الدولية لميكانيكا الصخور، والجمعية الدولية لميكانيكا التربة والهندسة الجيوتقنية، والاتحاد الدولي للبحوث الرباعية، والمعهد الجيولوجي الأمريكي، والرابطة الأمريكية لجيولوجيي النفط، والمعهد الأمريكي للجيولوجيين المحترفين. بالإضافة إلى دعم المجلس الدولي للعلوم، واللجنة الأوقيانوغرافية الحكومية الدولية التابعة لمنظمة اليونسكو، والرابطة الدولية المعنية بتكوين الرواسب، والجمعية الدولية لعلماء الجيولوجيا الاقتصادية، وجمعية الدولية للجيولوجيا الاقتصادية المطبقة على الرواسب المعدنية، والرابطة الدولية لعلماء الهيدروجيولوجيا، والبرنامج الدولي لعلوم الأرض، والاتحاد الأوروبي لعلماء الجيولوجيا، والرابطة الأفريقية لاستشعار البيئة عن بعد، ومجلس العلوم الأسيوي، والرابطة الأوروبية للحفاظ على التراث الجيولوجي، والجمعية الدولية للجيولوجيا الرسوبية، ولجنة التنسيق لبرامج علوم الأرض في شرق وجنوب شرق آسيا، والجمعية الجيولوجية الأفريقية، وجامعة الأمم المتحدة التابعة لمنظمة الأمم المتحدة، ورابطة علماء الجيولوجيا من أجل التنمية الدولية، وبرنامج إستراتيجية الأمم المتحدة الدولية للحد من الكوارث، ورابطة علماء الجيولوجيا الأمريكية، والجمعية الدولية للمسح التصويري والاستشعار عن بعد، الجمعية الجيولوجية الأمريكية، ولجنة أمريكا الشمالية للتسمية الطبقية.

## الأهداف
عام الصحاري والتصحر العالمي يعكس التزام العالم بالحفاظ على البيئة والاستدامة، ويدعو جميع الأفراد والمجتمعات والحكومات إلى التعاون والعمل المشترك لحماية الصحاري والتصحر وتحقيق التنمية المستدامة في هذه المناطق الحيوية كان الهدف الرئيسي من العام هو نشر الوعي بالمناطق الصحراوية في العالم وبمشكلة التصحر بوجه خاص.
- الهدف 15: الحياة على اليابسة (أهداف التنمية المستدامة للأمم المتحدة):
  - الهدف 15.3: مكافحة التصحر واستعادة الأراضي المتدهورة والتربة، بما في ذلك الأراضي المتأثرة بالتصحر والجفاف والفيضانات، وسعي لتحقيق عالم يتم فيه محايدة تدهور الأراضي.
  - الهدف 15.4: ضمان الحفاظ على نظم الجبال، بما في ذلك التنوع البيولوجي فيها، بحلول عام 2030، لتعزيز قدرتها على تقديم فوائد ضرورية للتنمية المستدامة.
- اتفاقية الأمم المتحدة لمكافحة التصحر (UNCCD):
  - تعزيز تنفيذ فعال لاتفاقية الأمم المتحدة لمكافحة التصحر للحد من تأثيرات التصحر وتدهور الأراضي.
  - استعادة وتأهيل الأراضي المتدهورة لتحسين الإنتاجية والمرونة.
  - تعزيز ممارسات إدارة الأراضي المستدامة لمنع التصحر واستعادة النظم البيئية.
- مشروع تعزيز المرونة في المناطق الجافة:
  - تعزيز مرونة وقدرة المجتمعات في المناطق الجافة على التكيف مع التغير المناخي والتصحر وتدهور الأراضي.
  - تعزيز القدرات المؤسسية لإدارة الأراضي المستدامة والاستعداد للجفاف.

## موضوعات الأبحاث
تركزت الموضوعات البحثية لهذا العام في الموضوعات المرتبطة بالصحاري وبمشكلة التصحر بوجه خاص.

## روابط خارجية
العام الصحاري والتصحر العالمي
إعلان الأمم المتحدة لإطلاق عام الصحاري والتصحر العالمي